# Wiesenttal

Wiesenttal est une commune de Bavière (Allemagne), située dans l'arrondissement de Forchheim, dans le district de Haute-Franconie.

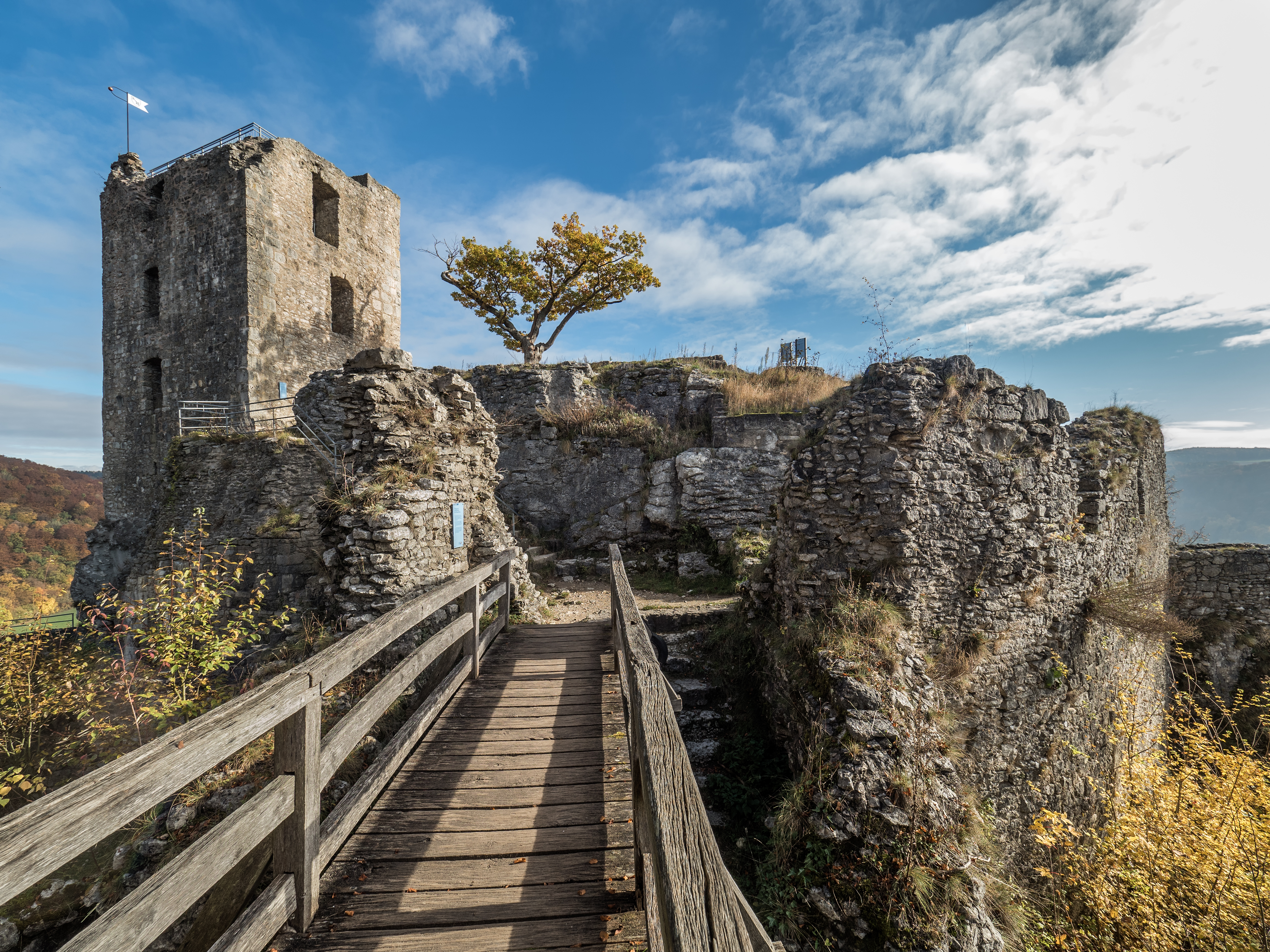
Ruines du chateau Neideck, datant du Moyen Âge, au-dessus de la commune de Streitberg, Wiesenttal. Photo octobre 2016.
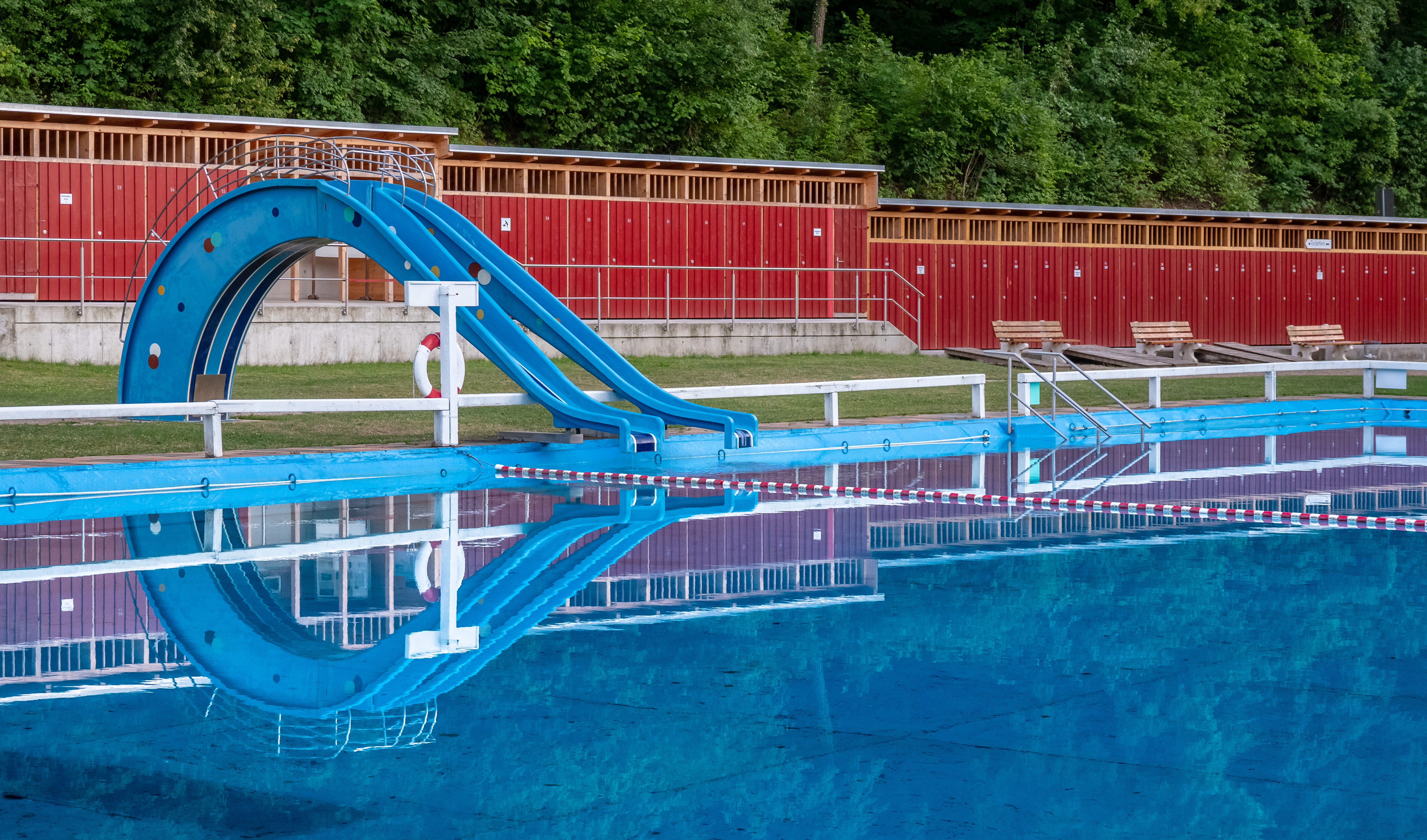
Piscine de plein air à Streitberg, Wiesenttal. Juillet 2018.
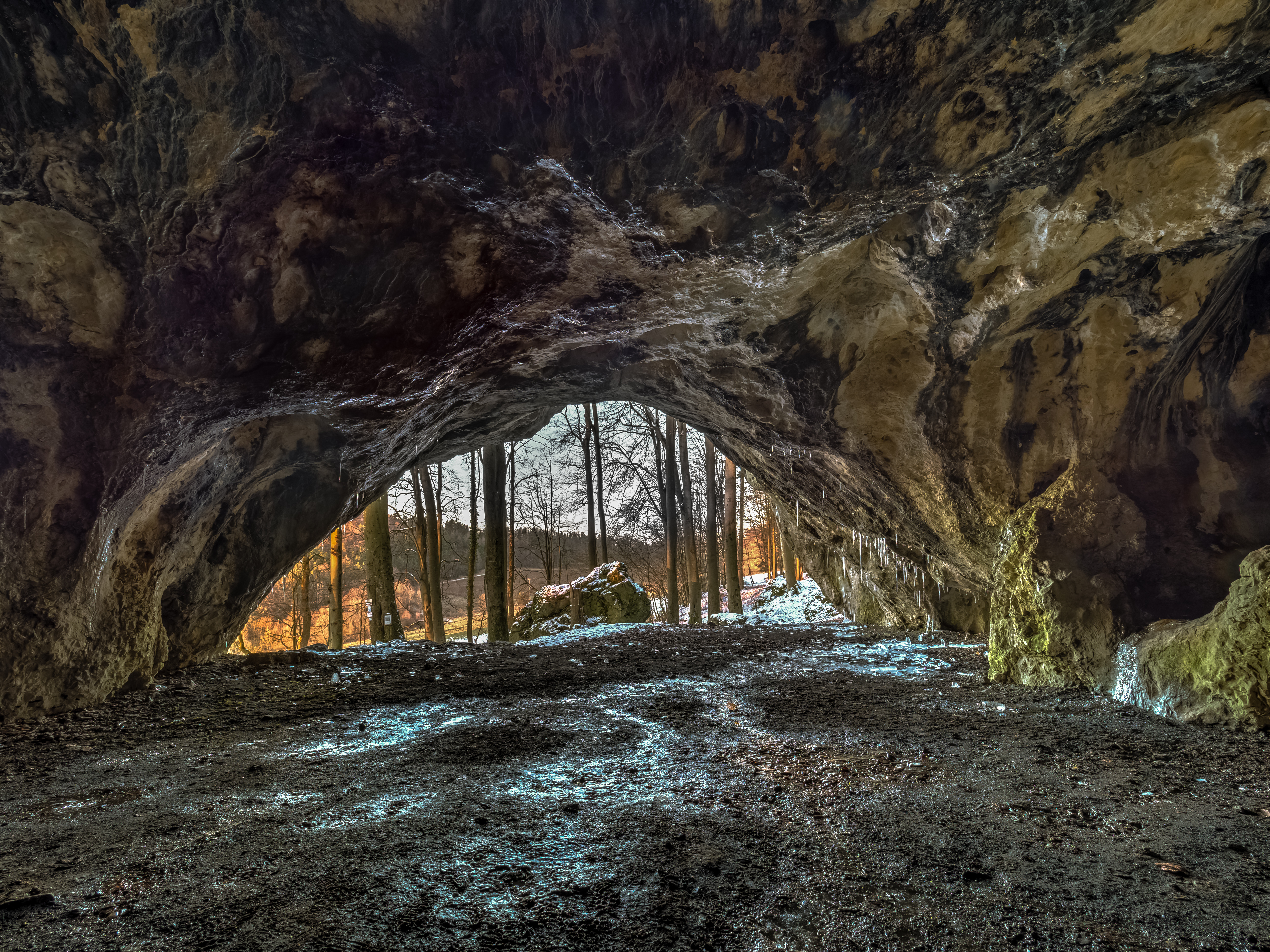
Oswaldhöhle (grotte Oswald) ex-Hohles Loch, à Muggendorf, un quartier de Wiesenttal. Février 2018.

## Quartiers
| - Albertshof - Birkenreuth - Draisendorf - Engelhardsberg - Gößmannsberg - Haag - Kuchenmühle | - Muggendorf - Neudorf - Niederfellendorf - Oberfellendorf - Rauhenberg - Schottersmühle - Störnhof | - Streitberg - Trainmeusel - Voigendorf - Wartleiten - Wohlmannsgesees - Wöhr - Wüstenstein |

## Personnalités
- Johann Heumann von Teutschenbrunn (1711-1760), jurisconsulte et diplomate allemand, est né à Muggendorf.